# 롬바르디아어 위키백과

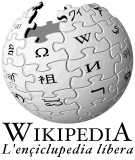
롬바르드어 위키백과

롬바르디아어 위키백과는 이탈리아 북부 롬바르디아주의 지방어인 롬바르드어로 된 위키백과이다. 2007년 12월 9일 당시에는 문서 수가 117,000개에 달할 정도로 급격한 성장세를 보였으나, 대부분 봇에 의해 자동으로 생성된 토막글들로 채워졌다. 그 뒤 토막글의 대대적인 삭제 작업에 들어가면서 최대 문서 수의 1/10 수준으로 줄어들었다. 기호는 lmo이다.
2016년 11월 기준, 36,370 여개의 문서가 있다.